# 宇品二丁目停留場
宇品二丁目停留場（日语：／ Ujina 2-chome teiryūjō */?），又稱宇品二丁目電車站，是位於廣島縣廣島市南區宇品神田一丁目和二丁目，廣島電鐵宇品線的電車站。車站編號為U12。

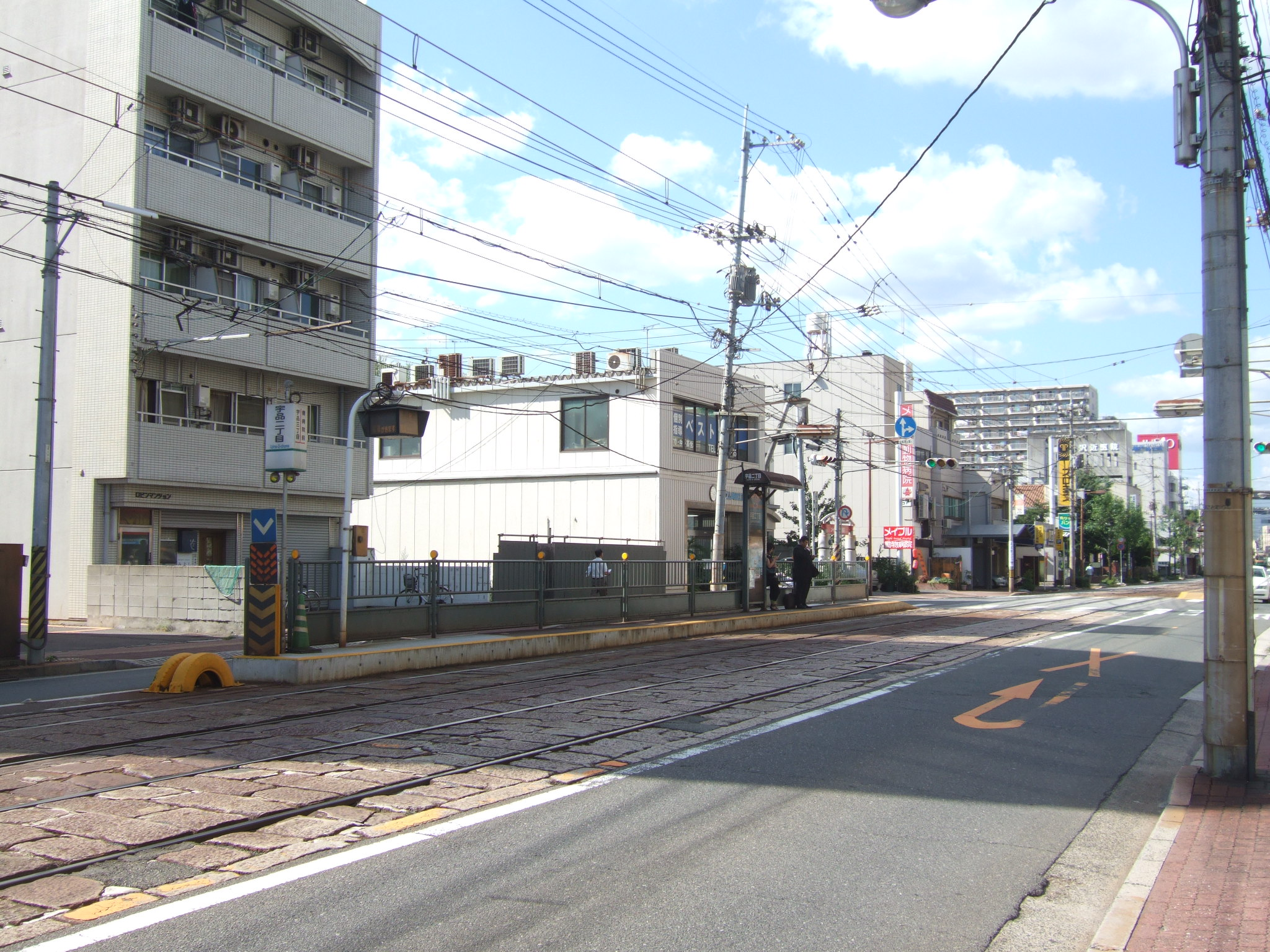
往紙屋町方向的電車站（2009年8月）

## 歷史
此電車站是在1935年（昭和10年）宇品線御幸橋東詰至宇品之間路段遷移至新線時啟用。當時的電車站名為女專前停留場（日语：／）。當時電車站鄰近廣島女子專門學校，因而得名。在1942年（昭和17年），此電車站一度廢止，於3年後的1945年（昭和20年）再次啟用。在戰後的學制改革，使廣島女專變成大學（後來成為廣島女子大學，現時成為縣立廣島大學）。在1950年（昭和25年），電車站為女子大前停留場（日语：／）。
在1953年（昭和28年），電車站改名為宇品十三丁目停留場（日语：／）。在1968年（昭和43年）8月，隨著町名變更，電車站於當年9月改名為宇品二丁目停留場。
- 1935年（昭和10年）12月27日 - 宇品線御幸橋東詰至宇品之間的新線開通，此站啟用。當時電車站名為女專前停留場[2]。
- 1942年（昭和17年）5月 - 電車站廢止[2]。
- 1945年（昭和20年）8月 - 電車站重啟[2]。
- 1950年（昭和25年） - 電車站改名為女子大前停留場[2]。
- 1953年（昭和28年） - 電車站改名為宇品十三丁目停留場[2]。
- 1958年（昭和33年）6月20日 - 於上午繁忙時間開設直通班次行走於此電車站至草津站之間。
- 1968年（昭和43年）9月1日 - 電車站改名為宇品二丁目停留場[2]。
- 2003年（平成15年）4月20日 - 實施時間表修正。於平日早上繁忙時間來自宮島線的直通班次從前往宇品二丁目延長至廣島港。
- 2004年（平成16年）11月16日 - 5號線的尾班電車終點站由此電車站縮短至皆實町六丁目。
- 2011年（平成23年）4月 - 於渡線折返的系統自動化[3]。在4月11日的時間表修正起，此電車站再次設有折返電車班次，同日被指定為電車轉乘站[4]。

## 電車站構造
電車站是建造在共用行車道上。電車站設有2面2線的相對式低地台月台（千鳥式月台），路線向南北兩邊延伸，月台之間設有路口。路口北邊是廣島港方向的下行月台，南邊是廣島站和紙屋町方向的上行月台。
各月台可容納3卡、5卡的掛接電車。
在此電車站靠近宇品三丁目停留場一方設有單向渡線。在2011年（平成23年）4月11日，此電車站設有電車折返班次。

### 運行系統
此電車站是宇品線電車站之一。0、1、3、5系統會駛入此站。此電車站為廣島電鐵指定轉乘電車站之一。
| 下行月台 | 1號線 · 3號線 · 5號線 | 前往廣島港             |
| 下行月台 | 3號線 · 5號線         | 以此為終點站，下車專用 |
| 上行月台 | 0號線                 | 前往廣電本社前         |
| 上行月台 | 1號線                 | 經紙屋町前往廣島站     |
| 上行月台 | 3號線                 | 前往廣電西廣島         |
| 上行月台 | 5號線                 | 經比治山下前往廣島站   |

## 電車站周邊
電車站周邊為古老住宅區。雖然電車站名為「宇品二丁目」，實際地點是「宇品神田二丁目」。
電車站西邊設有廣島市鄉土資料館，建築物前身部分為宇品陸軍糧食分廠。在1935年（昭和10年）宇品線遷移至新線前，宇品線曾經途經該處，中途設有糧秣支廠北裏門和糧秣支廠西裏門停留場。

## 相鄰電車站
廣島電鐵
■宇品線
縣醫院前（U11）－宇品二丁目（U12）－宇品三丁目（U13）

## 注腳

## 外部連結
- 宇品二丁目 | 電車情報：電停指南 （页面存档备份，存于）（日語） - 廣島電鐵